# Skoroszyce (gmina)
Skoroszyce (daw. gmina Kubinów) – gmina wiejska w województwie opolskim, w powiecie nyskim. W latach 1975–1998 gmina położona była w województwie opolskim. Do roku 1975 gmina wchodziła w skład powiatu grodkowskiego.
Siedziba gminy to Skoroszyce.
31 grudnia 2017 gminę zamieszkiwało 6178 osób.

## Struktura powierzchni
Według danych z roku 2002 gmina Skoroszyce ma obszar 103,61 km², w tym:
- użytki rolne: 87%
- użytki leśne: 4%

Gmina stanowi 8,47% powierzchni powiatu.

## Demografia

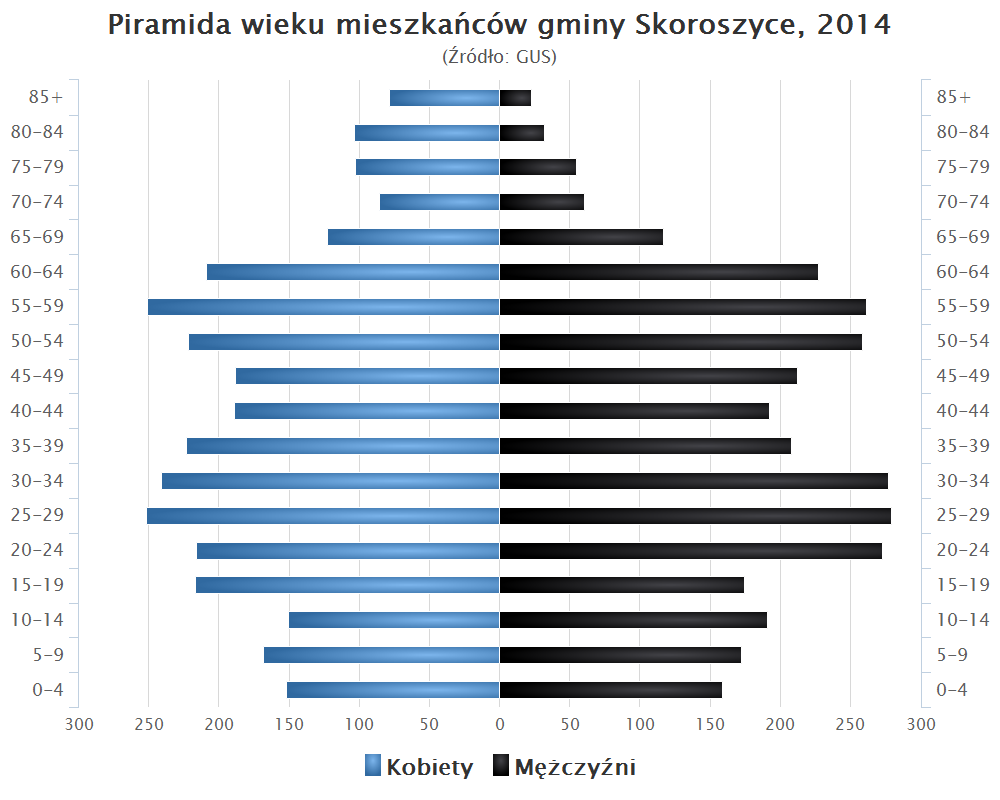
Piramida wieku mieszkańców gminy Skoroszyce w 2014 roku

Dane z 31 grudzień 2017:
| Opis                              | Ogółem | Ogółem | Kobiety | Kobiety | Mężczyźni | Mężczyźni |
| --------------------------------- | ------ | ------ | ------- | ------- | --------- | --------- |
| jednostka                         | osób   | %      | osób    | %       | osób      | %         |
| populacja                         | 6178   | 100    | 3078    | 49,8    | 3100      | 50,2      |
| gęstość zaludnienia (mieszk./km²) | 60     | 60     | 29,7    | 29,7    | 29,9      | 29,9      |

## Sołectwa
Brzeziny, Czarnolas, Chróścina, Giełczyce, Mroczkowa, Makowice, Pniewie, Sidzina, Skoroszyce, Stary Grodków.

## Sąsiednie gminy
Grodków, Łambinowice, Niemodlin, Pakosławice